# Parafia św. Józefa w Wygodzie Łączyńskiej
Parafia świętego Józefa w Wygodzie Łączyńskiej – parafia rzymskokatolicka, znajdująca się w diecezji pelplińskiej, w dekanacie Stężyca.